# North Portal
North Portal es un pueblo canadiense situado en la provincia de Saskatchewan.

## Superficie
North Portal tiene una superficie de 2,65 km².

## Demografía
En 2021, tenía 113 habitantes, una densidad poblacional de 42,7 hab./km², y 62 viviendas.